# Passerelle du Collège
À Lyon, la passerelle du Collège est un pont suspendu au-dessus du Rhône. Cette passerelle débouche rive droite sur le passage Ménestrier inclus dans ce qui fut le collège de la Trinité - fondé en 1519 - appelé par la suite le Grand Collège sous l'Ancien Régime (le Petit Collège étant sur la place du même nom dans le Vieux Lyon) et devenu le Lycée Ampère.

## Origine du nom
L´appellation de l'unique passerelle sur le Rhône à Lyon vient du lycée Ampère, ancien Collège de Jésuites, sur lequel elle débouche en rive droite. La passerelle porte le même nom depuis sa construction, en 1844.

## Histoire

### XIXesiècle

#### Projet
Cette passerelle fut construite au XIXe siècle sous la pression des habitants de la rive gauche (quartier des Brotteaux, alors en plein essor) qui ne disposaient pas de lycée public : celui de jeunes filles n'apparut qu'à la fin du XIXe siècle et celui du Parc qu'après la Première Guerre mondiale. La passerelle permettait aux élèves de ne pas faire le détour par les ponts Morand et Lafayette et de traverser le fleuve en sécurité.
La Compagnie des ponts sur le Rhône qui avait refusé un premier projet de passerelle en 1840 finit par accepter l'ouvrage. L'édification d'une passerelle suspendue à fils de fer, d'au plus trois travées, est approuvée en juillet 1842.  

#### Accident en 1844
Les travaux sont menés de 1842 à 1844 par l'ingénieur des Ponts et Chaussées Garella et l´entrepreneur Santil qui décéda lors de l'accident survenu le 7 décembre 1844, alors que la construction était presque terminée. Cet accident, causé par la rupture d´un boulon d´amarrage, entraîna l'effondrement de la passerelle et la mort de huit ouvriers tombés dans le Rhône. Reconstruite suivant les plans initiaux, elle est ouverte au public le 7 septembre 1845. 

### XXesiècle

#### Endommagement en 1944
Un siècle plus tard, le 1er septembre 1944, l'ouvrage est dynamité par les Allemands ; sérieusement endommagé, il nécessite d'être réédifié. La reconstruction, presque à l'identique, achevée en mai 1945, rétablit l´aspect général de la passerelle (on peut toutefois déplorer la disparition du décor original). Une des piles est reconstruite quasiment à l'identique en pierres appareillées (celle du milieu porte une inscription commémorative). La passerelle est enfin rouverte au public le 3 septembre 1945. 

#### Restaurations
Au milieu des années 1980, la Société Arnodin effectue une remise en état. Le platelage en bois est alors remplacé par un revêtement gravillonné. En 1987, le Grand Lyon, gestionnaire de l´ouvrage, fait remplacer la structure porteuse en bois par une structure en aluminium, moins sujette aux incendies. Une rénovation est encore opérée en 1996.
Depuis lors, ce passage pour piétons du quai Jean-Moulin au quai Général-Sarrail est très fréquenté. La passerelle en « fils de fer » repose toujours sur trois piles, dont les enrochements sont renouvelés de temps à autre, et comporte trois travées de 96 m au centre et de 42,5 m sur les côtés dont la largeur est de 4 m.

### XXIème siècle

#### Restauration
En 2025, une restauration des pierres composant les deux arches de la passerelle est effectuée, étant décapées et nettoyées. 

## Sources
- Cet article est partiellement ou en totalité issu de l'article intitulé « Ponts de Lyon » (voir la liste des auteurs).